# Ernest Jean Aimé
Ernest Jean Aime (Parigi, 12 novembre 1858 – Fleury-devant-Douaumont, 6 settembre 1916) è stato un generale francese.
Fu comandante della Scuola militare di fanteria (1910-1913) dando forte impulso al programma di addestramento degli ufficiali dell'Armée de terre francese. Dopo lo scoppio della prima guerra mondiale fu comandante della 67ª Divisione di fanteria, che condusse durante la Battaglia di Verdun in cui trovò la morte. Il suo nome è scritto sul monumento Généraux morts au Champ d'Honneur 1914-1918 situato presso La cattedrale di San Luigi degli Invalidi nell'Hôtel des Invalides di Parigi.

## Biografia
Nacque a Parigi il 12 novembre 1858,  figlio di Jean e di Florine Désirée Flamécourt. Intraprese la carriera militare all'età di undici anni diventando Enfant de Troupe nel gennaio 1869, e arruolandosi poi come soldato volontario nell'8º Battaglione cacciatori il 12 novembre 1876, prestando servizio in questa unità fino a quando, promosso adjudant, entrò alla Scuola militare di fanteria 
Nel 1883 riprese i galloni di sergente ed entrò all'École spéciale militaire de Saint-Cyr (Promozione de Tonkin) da cui uscì con il grado di sottotenente assegnato 28º Battaglione cacciatori a piedi, e nel 1887 fu trasferito con il grado di tenente al 19º Battaglione cacciatori a piedi, prima di ritornare a Saint-Maixent, come capitano istruttore presso l'École de Saint-Cyr.
Nel 1894 ritornò al 19º Battaglione, passando successivamente al 6º Reggimento di fanteria, al 2º Reggimento zuavi e infine al 76º Reggimento fanteria dove fu promosso chef de bataillon. Trasferito come comandante al 1º Battaglione cacciatori, nel 1909 fu promosso tenente colonnello ed assegnato al 78º Reggimento fanteria.
Nel corso del 1910 assunse il comando della scuola militare di fanteria, andando per la terza volta alla scuola militare di Saint-Cyr. Succedendo al tenente colonnello Lavisse, diede forte impulso al programma di addestramento. Nel 1913 divenne colonnello e cedette il comando della scuola al tenente colonnello Neltner, mentre le voci su una possibile guerra con la Germania si facevano insistenti. Il direttore delle scuola di fanteria, generale Adolphe Guillaumat, poté constatare gli ottimi risultati ottenuti dal suo programma addestrativo riservato ai cadetti dell'accademia. 
Assunto il comando del 70º Reggimento di fanteria nel corso del 1913, allo scoppio della prima guerra mondiale passò a quello del 79º Reggimento di fanteria, combattendo sul Grand Couronné di Nancy, sulla Seille e vicino ad Armaucourt (2-14 agosto 1914), a Morhange e nella prima battaglia di Piccardia (25 settembre–20 ottobre 1914). Il 18 dicembre 1914 fu promosso generale di brigata, partecipando alla Prima battaglia di Ypres (9 novembre 1914 – 30 gennaio 1915)
Assunto il comando interinale della 21ª Brigata di fanteria, prese parte alla Seconda battaglia dell'Artois (9 maggio-24 giugno 1915) e a quella della Champagne (25 settembre-6 novembre 1915). Il 12 febbraio 1916 assunse il comando ad interim della 67ª Divisione di fanteria operante in seno all'11ª Armata. Durante la battaglia di Verdun condusse al combattimento la sua unità, venendo citato all'ordine del giorno dell'Esercito: Capo ammirabile di una superba divisione. Diede a questa divisione un valore e una tenacia eccezionali. Ha fatto passare nell'anima delle sue truppe tutta la sua fede nel successo e nella volontà di vincere.   Il 6 settembre 1916, di fronte a Fort Douaumont, difeso eroicamente dal colonnello Raynal, rimase ucciso alle 10.30 dalle schegge di un proiettile d'artiglieria mentre effettuava una ricognizione nella zona est di Fort de Souville.  L'attacco doveva iniziare alle 17.40. Fu nuovamente citato a titolo postumo, sull'ordine del giorno dell'esercito n. 382 del 7 settembre 1916: Ufficiale Generale del più alto valore militare e morale. Morto gloriosamente sul campo di battaglia, allorché si portò sulla linea del fuoco per ispezionare il terreno del combattimento e sostenere il morale delle truppe che erano sul punto di lanciarsi all'attacco. Decorato con la croce di Commendatore della Legion d'onore, insignito della Croce di guerra con tre palme, gli fu intitolata una delle vie all'interno della scuola militare di Saint Cyr.

### Annotazioni
1. ↑  In lingua francese École militaire d'Infanterie.
2. ↑  La 4ème Promotion de "Tonkin contava su 445 allievi, ed era così denominata alla campagna militare intrapresa in quel paese per vendicare la morte del colonnello Riviere.
3. ↑  In lingua franceseChef admirable d'une division superbe. A donné à cette division une valeur et une ténacité exceptionnelle. A fait passer dans l'âme de sa troupe toute sa foi dans le succès par la volonté de vaincr".
4. ↑  Effettuò tale ricognizione in quanto doveva vedere personalmente il terreno in cui doveva operare la sua unità.
5. ↑  "Officier Général de la plus haute valeur militaire et morale. Tué glorieusement sur le champ de bataille, alors qu'il allait sur la ligne de feu, reconnaître le terrain du combat et soutenir le moral de ses troupes qui étaient sur le point de se lancer à l'assaut".

### Fonti
1. 1 2 3 4  Guerre de 1914-1918. Tableau d'Honeur 1919, p. 28.
2. ↑  Relevé du mémorial des généraux 1914-1918, Hôtel des Invalides.
3. 1 2 3 4 5 6 7 8  Jacques Fouchier, Général Ernest-Jean Aime. Ancien Enfant de Troupe, in Le journal des AET, n. 182, aprile-maggio-giugno 1991.
4. 1 2 3 4  Guerre de 1914-1918. Tableau d'Honeur 1919, p. 29.
5. ↑  Martin 2001, p. 29.
6. ↑  Martin 2001, p. 63.
7. ↑  Martin 2001, p. 77.